# Imbarek Shamekh
Imbarek Shamekh, talvolta Mubarak Abdallah al-Shamikh o Embarek Shamekh (in arabo امبارك عبدالله الشامخ; Bengasi, 15 maggio 1952), è un politico libico.
È stato segretario generale del Congresso Generale del Popolo, ossia capo di Stato de jure della Libia, dal marzo 2009 al gennaio 2010. Inoltre ha ricoperto la carica di Primo ministro dal marzo 2000 al giugno 2003 e quella di Vice-Primo ministro dal marzo 2008 al marzo 2009.
Nel febbraio 2011, durante la guerra civile, ha disertato in Egitto.